# Leucospermum glabrum
Leucospermum glabrum là một loài thực vật thuộc họ Quắn hoa. Loài này có nguồn gốc Nam Phi.

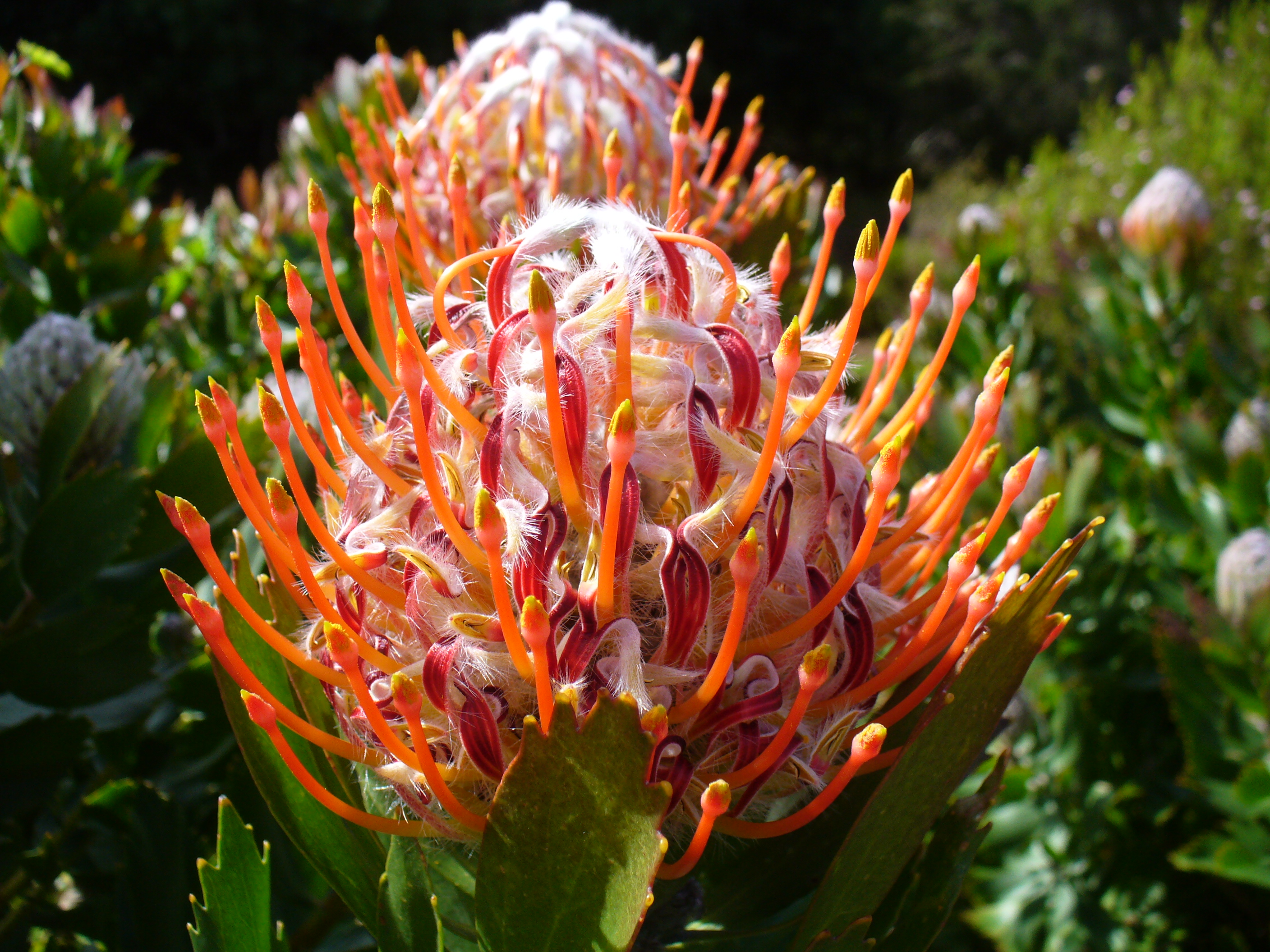
Hoa

## Hình ảnh

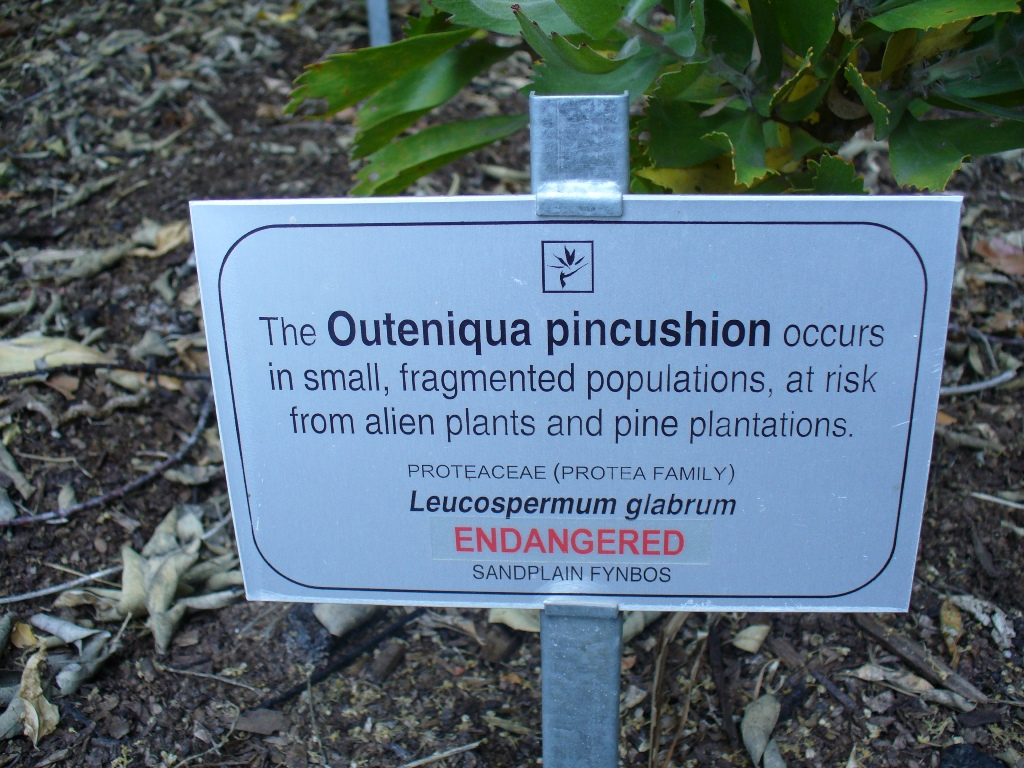
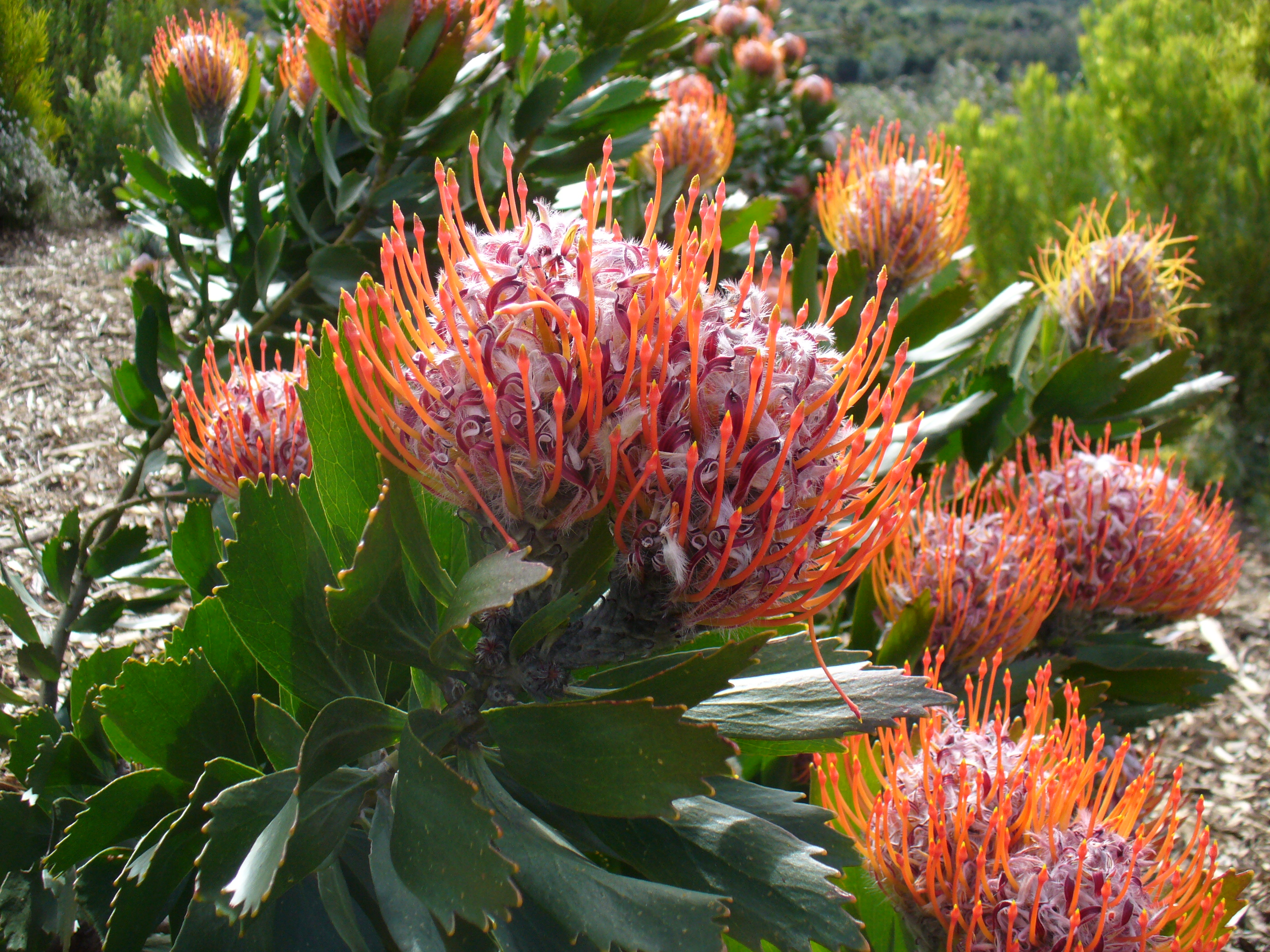

## Miêu tả
Leucospermum glabrum là một cây bụi thân gỗ thường xanh hay mọc đứng, đạt chiều cao 1–2 m. Nó phát triển mạnh mẽ và được duy trì trong nhiều năm trong điều kiện tăng trưởng hợp lý. Nó có một gốc duy nhất với một thân cây dày, vỏ cây mịn, nhăn nheo khi tuổi tăng lên. Cụm hoa được hình thành bởi nhiều hoa có đường kính 70–90 mm. Những bông hoa màu cam sáng và xuất hiện từ tháng 8-tháng 10. Những hạt có hình trứng và được tạo ra 1-2 tháng sau khi hoa nở.